# جي بي إيبانيس-فان بيتيجم 2023
جي بي إيبانيس-فان بيتيجم 2023 (بالفرنسية: Super 8 Classic 2023)‏ هو سباق دراجات هوائية من فئة  سباق يوم واحد، وهو الموسم الثاني عشر من جي بي إيبانيس-فان بيتيجم، وأقيم في 16 سبتمبر 2023 ضمن سباقات سلسلة سباقات الاتحاد الدولي للدراجات للمحترفين 2023.
فاز بالمركز الأول ماثيو فان دير بيل، وحلَّ في المركز الثاني أنتوني تورجيس، بينما جاء Florian Vermeersch ‏ في المركز الثالث.

## الفرق
| فرق عالمية (12)- AG2R Citroën Team - Alpecin-Deceuninck - Cofidis - Intermarché-Circus-Wanty - Jumbo-Visma - Lidl-Trek - Movistar Team - Soudal Quick-Step - Arkéa-Samsic - Team DSM-Firmenich - Team Jayco AlUla - UAE Team Emirates فرق برو (7)- بنجوال باوليز ساوكس دبليو بي ‏ - بولتون إكوتيز بلاك سبوك برو سايكلنج 2023 ‏ - Israel-Premier Tech - Lotto Dstny - سبورت فلاندرين بالويس ‏ - سويس ريسينغ أكادمي 2023 ‏ - أونو اكس برو سايكلنج تيم 2023 ‏ فريق قاري- Philippe Wagner–Bazin ‏ |  |
| |  |

## المشاركون
| Alpecin-Deceuninck ADC | Alpecin-Deceuninck ADC   | Alpecin-Deceuninck ADC |
| ---------------------- | ------------------------ | ---------------------- |
| م                      | عداء                     | مرتبة                  |
| 1                      | ماثيو فان دير بيل (طريق) | 1                      |
| 2                      | سيلفان ديلير             | 44                     |
| 3                      | سورين كراغ أندرسن        | 16                     |
| 4                      | Senne Leysen ‏            | لم يكمل السباق         |
| 5                      | David van der Poel ‏      | لم يكمل السباق         |
| 6                      | ياكوب ماريكزكو           | لم يكمل السباق         |
| 7                      | جياني فرميش              | 6                      |

| AG2R Citroën Team ACT | AG2R Citroën Team ACT | AG2R Citroën Team ACT |
| --------------------- | --------------------- | --------------------- |
| م                     | عداء                  | مرتبة                 |
| 11                    | Jordan Labrosse ‏      | لم يكمل السباق        |
| 12                    | Pierre Gautherat ‏     | لم يكمل السباق        |
| 13                    | Antoine Raugel ‏       | لم يكمل السباق        |
| 14                    | Lawrence Naesen ‏      | لم يكمل السباق        |
| 15                    | أوليفر ناسن           | 24                    |
| 16                    | كليمان فنتوريني       | 21                    |
| 17                    | Stan Dewulf ‏          | 29                    |

| Cofidis COF | Cofidis COF         | Cofidis COF    |
| ----------- | ------------------- | -------------- |
| م           | عداء                | مرتبة          |
| 21          | بريان كوكار         | 15             |
| 22          | Joshua Gudnitz ‏     | لم يكمل السباق |
| 23          | Ilan Larmet‏         | لم يكمل السباق |
| 24          | Christophe Noppe ‏   | لم يكمل السباق |
| 25          | Alexis Renard ‏      | لم يكمل السباق |
| 26          | Jelle Wallays ‏      | لم يكمل السباق |
| 27          | Alexandre Delettre ‏ | 47             |

| Intermarché-Circus-Wanty ICW | Intermarché-Circus-Wanty ICW | Intermarché-Circus-Wanty ICW |
| ---------------------------- | ---------------------------- | ---------------------------- |
| م                            | عداء                         | مرتبة                        |
| 31                           | بينيام جيرماي                | لم يبدأ                      |
| 32                           | ايمي دي جندت                 | 49                           |
| 33                           | Dries De Pooter ‏             | 46                           |
| 34                           | مايك تيونسين                 | 11                           |
| 35                           | Madis Mihkels                | 38                           |
| 36                           | آرنه ماريت ‏                  | لم يكمل السباق               |
| 37                           | Dylan Vandenstorme ‏          | 45                           |

| Jumbo-Visma TJV | Jumbo-Visma TJV   | Jumbo-Visma TJV |
| --------------- | ----------------- | --------------- |
| م               | عداء              | مرتبة           |
| 41              | بير ستراند هاجينز | 28              |
| 42              | Lennard Hofstede ‏ | لم يكمل السباق  |
| 43              | كريستوف لابورت    | 42              |
| 44              | Lars Boven ‏       | 4               |
| 45              | Owen Geleijn ‏     | 35              |
| 46              | Tim van Dijke ‏    | 34              |
| 47              | توش فان دير ساندي | 32              |

| Lidl-Trek LTK | Lidl-Trek LTK         | Lidl-Trek LTK  |
| ------------- | --------------------- | -------------- |
| م             | عداء                  | مرتبة          |
| 51            | جاسبر ستوفين          | 17             |
| 52            | Daan Hoole ‏           | 52             |
| 53            | Emīls Liepiņš ‏ (طريق) | 31             |
| 54            | Thibau Nys ‏           | لم يكمل السباق |
| 55            | مادس بيدرسن           | لم يكمل السباق |
| 56            | Tim Torn Teutenberg ‏  | لم يكمل السباق |
| 57            | Nils Aebersold ‏       | لم يكمل السباق |

| Movistar Team MOV | Movistar Team MOV  | Movistar Team MOV |
| ----------------- | ------------------ | ----------------- |
| م                 | عداء               | مرتبة             |
| 61                | غونزالو سيرانو     | 23                |
| 62                | Juri Hollmann ‏     | لم يكمل السباق    |
| 63                | Mathias Norsgaard ‏ | لم يكمل السباق    |
| 64                | Abner González ‏    | لم يكمل السباق    |
| 65                | لويس ماس           | لم يكمل السباق    |
| 66                | Vinícius Rangel ‏   | لم يكمل السباق    |
| 67                | جون جاكوبس         | لم يبدأ           |

| Soudal Quick-Step SOQ | Soudal Quick-Step SOQ | Soudal Quick-Step SOQ |
| --------------------- | --------------------- | --------------------- |
| م                     | عداء                  | مرتبة                 |
| 71                    | يفيس لامارت           | 43                    |
| 72                    | Warre Vangheluwe ‏     | لم يكمل السباق        |
| 73                    | مايكل موركوف          | لم يكمل السباق        |
| 74                    | فلوريان سينيشال       | 9                     |
| 75                    | Stan Van Tricht ‏      | لم يكمل السباق        |
| 76                    | Ethan Vernon ‏         | لم يكمل السباق        |
| 77                    | Jannik Steimle ‏       | لم يكمل السباق        |

| Arkéa-Samsic ARK | Arkéa-Samsic ARK | Arkéa-Samsic ARK |
| ---------------- | ---------------- | ---------------- |
| م                | عداء             | مرتبة            |
| 81               | جينثي بيرمانز ‏   | 18               |
| 82               | كليمنت روسو      | لم يكمل السباق   |
| 83               | أموري كابيو      | لم يكمل السباق   |
| 84               | ارنو ديمار       | لم يكمل السباق   |
| 85               | Donavan Grondin ‏ | لم يكمل السباق   |
| 86               | دانيال مكلاي     | لم يكمل السباق   |
| 87               | Luca Mozzato ‏    | 12               |

| Team DSM-Firmenich DSM | Team DSM-Firmenich DSM | Team DSM-Firmenich DSM |
| ---------------------- | ---------------------- | ---------------------- |
| م                      | عداء                   | مرتبة                  |
| 91                     | سام ويلسفورد           | لم يكمل السباق         |
| 92                     | جون ديجينكولب          | 39                     |
| 93                     | الكسندر ادموندسون      | لم يكمل السباق         |
| 94                     | Nils Eekhoff ‏          | لم يكمل السباق         |
| 95                     | Patrick Eddy ‏          | لم يكمل السباق         |
| 96                     | فرانك فان دن بروك ‏     | 51                     |
| 97                     | Pavel Bittner ‏         | 22                     |

| Team Jayco AlUla JAY | Team Jayco AlUla JAY       | Team Jayco AlUla JAY |
| -------------------- | -------------------------- | -------------------- |
| م                    | عداء                       | مرتبة                |
| 101                  | اموند جروندل يانسن         | لم يكمل السباق       |
| 102                  | لوكا ميزجيك                | 8                    |
| 103                  | Kelland O'Brien ‏           | لم يكمل السباق       |
| 104                  | لوكاس بوستلبيرغر           | لم يكمل السباق       |
| 105                  | DEN                        | لم يكمل السباق       |
| 106                  | Hamish McKenzie (cyclist) ‏ | لم يكمل السباق       |
| 107                  | Blake Quick ‏               | لم يكمل السباق       |

| UAE Team Emirates UAD | UAE Team Emirates UAD | UAE Team Emirates UAD |
| --------------------- | --------------------- | --------------------- |
| م                     | عداء                  | مرتبة                 |
| 111                   | ماتيو ترينتين         | 36                    |
| 112                   | ريان جيبونز           | لم يكمل السباق        |
| 113                   | فيليكس جروس           | لم يكمل السباق        |
| 114                   | ألفارو هودج           | لم يكمل السباق        |
| 115                   | مايكل فينك ‏           | لم يكمل السباق        |
| 116                   | فيجارد ستيك لاينجن    | لم يكمل السباق        |

| بنجوال باوليز ساوكس دبليو بي ‏ BWB | بنجوال باوليز ساوكس دبليو بي ‏ BWB | بنجوال باوليز ساوكس دبليو بي ‏ BWB |
| --------------------------------- | --------------------------------- | --------------------------------- |
| م                                 | عداء                              | مرتبة                             |
| 121                               | ماركو تيزا                        | لم يكمل السباق                    |
| 122                               | Louis Blouwe ‏                     | لم يكمل السباق                    |
| 123                               | Dimitri Peyskens ‏                 | 30                                |
| 124                               | BEL                               | لم يكمل السباق                    |
| 125                               | Luca Van Boven ‏                   | 33                                |
| 126                               | Rémy Mertz ‏                       | لم يكمل السباق                    |
| 127                               | Kenneth Van Rooy ‏                 | لم يكمل السباق                    |

| Israel-Premier Tech IPT | Israel-Premier Tech IPT | Israel-Premier Tech IPT |
| ----------------------- | ----------------------- | ----------------------- |
| م                       | عداء                    | مرتبة                   |
| 131                     | جياكومو نيزولو          | 27                      |
| 132                     | Reto Hollenstein ‏       | لم يكمل السباق          |
| 133                     | Omer Goldstein ‏         | 26                      |
| 134                     | جاكوب فوجلسانج          | 5                       |
| 135                     | Riley Sheehan ‏          | لم يكمل السباق          |
| 136                     | قاي ساقيف               | لم يكمل السباق          |
| 137                     | توم فان أسبروك          | 20                      |

| Lotto Dstny LTD | Lotto Dstny LTD     | Lotto Dstny LTD |
| --------------- | ------------------- | --------------- |
| م               | عداء                | مرتبة           |
| 141             | فكتور كامبنارتس     | 40              |
| 142             | جاسبر دي بويست      | 14              |
| 143             | برنت فان موير       | 37              |
| 144             | فريدريك فريزون      | لم يكمل السباق  |
| 145             | Arjen Livyns ‏       | لم يكمل السباق  |
| 146             | Alec Segaert ‏       | لم يكمل السباق  |
| 147             | Florian Vermeersch ‏ | 3               |

| سبورت فلاندرين بالويس ‏ TFB | سبورت فلاندرين بالويس ‏ TFB | سبورت فلاندرين بالويس ‏ TFB |
| -------------------------- | -------------------------- | -------------------------- |
| م                          | عداء                       | مرتبة                      |
| 151                        | Elias Maris ‏               | لم يكمل السباق             |
| 152                        | Kamiel Bonneu ‏             | 50                         |
| 153                        | Sander De Pestel ‏          | 25                         |
| 154                        | Jenno Berckmoes ‏           | لم يكمل السباق             |
| 155                        | غيليس دي وايلد ‏            | 41                         |
| 156                        | Ward Vanhoof ‏              | لم يكمل السباق             |
| 157                        | Vito Braet ‏                | لم يكمل السباق             |

| TotalEnergies TEN | TotalEnergies TEN   | TotalEnergies TEN |
| ----------------- | ------------------- | ----------------- |
| م                 | عداء                | مرتبة             |
| 161               | إيدفالد بواسون هاغن | لم يكمل السباق    |
| 162               | ماسيج بودنار        | لم يكمل السباق    |
| 163               | Sandy Dujardin ‏     | 10                |
| 164               | Emilien Jeannière ‏  | 13                |
| 165               | لورينزو مانزين      | لم يكمل السباق    |
| 166               | دانيال أوس          | لم يكمل السباق    |
| 167               | أنتوني تورجيس       | 2                 |

| سويس ريسينغ أكادمي ‏ TUD | سويس ريسينغ أكادمي ‏ TUD | سويس ريسينغ أكادمي ‏ TUD |
| ----------------------- | ----------------------- | ----------------------- |
| م                       | عداء                    | مرتبة                   |
| 171                     | Nils Brun ‏              | لم يكمل السباق          |
| 172                     | Robin Froidevaux ‏       | لم يكمل السباق          |
| 173                     | Miká Heming ‏            | لم يكمل السباق          |
| 174                     | Petr Kelemen ‏           | لم يكمل السباق          |
| 175                     | Simon Pellaud ‏          | لم يكمل السباق          |
| 176                     | ريك بلومرز ‏             | 19                      |
| 177                     | سيباستيان رايشنباخ      | لم يكمل السباق          |

| أونو-إكس موبيليتي ‏ UXT | أونو-إكس موبيليتي ‏ UXT | أونو-إكس موبيليتي ‏ UXT |
| ---------------------- | ---------------------- | ---------------------- |
| م                      | عداء                   | مرتبة                  |
| 181                    | ألكسندر كريستوف        | 7                      |
| 182                    | ماركوس هانسن           | لم يكمل السباق         |
| 183                    | نيكلاس لارسن           | لم يكمل السباق         |
| 184                    | Søren Wærenskjold ‏     | لم يكمل السباق         |
| 185                    | جوناس إبراهمسين ‏       | 48                     |
| 186                    | Erik Resell ‏           | لم يكمل السباق         |
| 187                    | William Blume Levy ‏    | لم يكمل السباق         |

| Alpecin-Deceuninck ADC | Alpecin-Deceuninck ADC   | Alpecin-Deceuninck ADC |
| ---------------------- | ------------------------ | ---------------------- |
| م                      | عداء                     | مرتبة                  |
| 1                      | ماثيو فان دير بيل (طريق) | 1                      |
| 2                      | سيلفان ديلير             | 44                     |
| 3                      | سورين كراغ أندرسن        | 16                     |
| 4                      | Senne Leysen ‏            | لم يكمل السباق         |
| 5                      | David van der Poel ‏      | لم يكمل السباق         |
| 6                      | ياكوب ماريكزكو           | لم يكمل السباق         |
| 7                      | جياني فرميش              | 6                      |

| AG2R Citroën Team ACT | AG2R Citroën Team ACT | AG2R Citroën Team ACT |
| --------------------- | --------------------- | --------------------- |
| م                     | عداء                  | مرتبة                 |
| 11                    | Jordan Labrosse ‏      | لم يكمل السباق        |
| 12                    | Pierre Gautherat ‏     | لم يكمل السباق        |
| 13                    | Antoine Raugel ‏       | لم يكمل السباق        |
| 14                    | Lawrence Naesen ‏      | لم يكمل السباق        |
| 15                    | أوليفر ناسن           | 24                    |
| 16                    | كليمان فنتوريني       | 21                    |
| 17                    | Stan Dewulf ‏          | 29                    |

| Cofidis COF | Cofidis COF         | Cofidis COF    |
| ----------- | ------------------- | -------------- |
| م           | عداء                | مرتبة          |
| 21          | بريان كوكار         | 15             |
| 22          | Joshua Gudnitz ‏     | لم يكمل السباق |
| 23          | Ilan Larmet‏         | لم يكمل السباق |
| 24          | Christophe Noppe ‏   | لم يكمل السباق |
| 25          | Alexis Renard ‏      | لم يكمل السباق |
| 26          | Jelle Wallays ‏      | لم يكمل السباق |
| 27          | Alexandre Delettre ‏ | 47             |

| Intermarché-Circus-Wanty ICW | Intermarché-Circus-Wanty ICW | Intermarché-Circus-Wanty ICW |
| ---------------------------- | ---------------------------- | ---------------------------- |
| م                            | عداء                         | مرتبة                        |
| 31                           | بينيام جيرماي                | لم يبدأ                      |
| 32                           | ايمي دي جندت                 | 49                           |
| 33                           | Dries De Pooter ‏             | 46                           |
| 34                           | مايك تيونسين                 | 11                           |
| 35                           | Madis Mihkels                | 38                           |
| 36                           | آرنه ماريت ‏                  | لم يكمل السباق               |
| 37                           | Dylan Vandenstorme ‏          | 45                           |

| Jumbo-Visma TJV | Jumbo-Visma TJV   | Jumbo-Visma TJV |
| --------------- | ----------------- | --------------- |
| م               | عداء              | مرتبة           |
| 41              | بير ستراند هاجينز | 28              |
| 42              | Lennard Hofstede ‏ | لم يكمل السباق  |
| 43              | كريستوف لابورت    | 42              |
| 44              | Lars Boven ‏       | 4               |
| 45              | Owen Geleijn ‏     | 35              |
| 46              | Tim van Dijke ‏    | 34              |
| 47              | توش فان دير ساندي | 32              |

| Lidl-Trek LTK | Lidl-Trek LTK         | Lidl-Trek LTK  |
| ------------- | --------------------- | -------------- |
| م             | عداء                  | مرتبة          |
| 51            | جاسبر ستوفين          | 17             |
| 52            | Daan Hoole ‏           | 52             |
| 53            | Emīls Liepiņš ‏ (طريق) | 31             |
| 54            | Thibau Nys ‏           | لم يكمل السباق |
| 55            | مادس بيدرسن           | لم يكمل السباق |
| 56            | Tim Torn Teutenberg ‏  | لم يكمل السباق |
| 57            | Nils Aebersold ‏       | لم يكمل السباق |

| Movistar Team MOV | Movistar Team MOV  | Movistar Team MOV |
| ----------------- | ------------------ | ----------------- |
| م                 | عداء               | مرتبة             |
| 61                | غونزالو سيرانو     | 23                |
| 62                | Juri Hollmann ‏     | لم يكمل السباق    |
| 63                | Mathias Norsgaard ‏ | لم يكمل السباق    |
| 64                | Abner González ‏    | لم يكمل السباق    |
| 65                | لويس ماس           | لم يكمل السباق    |
| 66                | Vinícius Rangel ‏   | لم يكمل السباق    |
| 67                | جون جاكوبس         | لم يبدأ           |

| Soudal Quick-Step SOQ | Soudal Quick-Step SOQ | Soudal Quick-Step SOQ |
| --------------------- | --------------------- | --------------------- |
| م                     | عداء                  | مرتبة                 |
| 71                    | يفيس لامارت           | 43                    |
| 72                    | Warre Vangheluwe ‏     | لم يكمل السباق        |
| 73                    | مايكل موركوف          | لم يكمل السباق        |
| 74                    | فلوريان سينيشال       | 9                     |
| 75                    | Stan Van Tricht ‏      | لم يكمل السباق        |
| 76                    | Ethan Vernon ‏         | لم يكمل السباق        |
| 77                    | Jannik Steimle ‏       | لم يكمل السباق        |

| Arkéa-Samsic ARK | Arkéa-Samsic ARK | Arkéa-Samsic ARK |
| ---------------- | ---------------- | ---------------- |
| م                | عداء             | مرتبة            |
| 81               | جينثي بيرمانز ‏   | 18               |
| 82               | كليمنت روسو      | لم يكمل السباق   |
| 83               | أموري كابيو      | لم يكمل السباق   |
| 84               | ارنو ديمار       | لم يكمل السباق   |
| 85               | Donavan Grondin ‏ | لم يكمل السباق   |
| 86               | دانيال مكلاي     | لم يكمل السباق   |
| 87               | Luca Mozzato ‏    | 12               |

| Team DSM-Firmenich DSM | Team DSM-Firmenich DSM | Team DSM-Firmenich DSM |
| ---------------------- | ---------------------- | ---------------------- |
| م                      | عداء                   | مرتبة                  |
| 91                     | سام ويلسفورد           | لم يكمل السباق         |
| 92                     | جون ديجينكولب          | 39                     |
| 93                     | الكسندر ادموندسون      | لم يكمل السباق         |
| 94                     | Nils Eekhoff ‏          | لم يكمل السباق         |
| 95                     | Patrick Eddy ‏          | لم يكمل السباق         |
| 96                     | فرانك فان دن بروك ‏     | 51                     |
| 97                     | Pavel Bittner ‏         | 22                     |

| Team Jayco AlUla JAY | Team Jayco AlUla JAY       | Team Jayco AlUla JAY |
| -------------------- | -------------------------- | -------------------- |
| م                    | عداء                       | مرتبة                |
| 101                  | اموند جروندل يانسن         | لم يكمل السباق       |
| 102                  | لوكا ميزجيك                | 8                    |
| 103                  | Kelland O'Brien ‏           | لم يكمل السباق       |
| 104                  | لوكاس بوستلبيرغر           | لم يكمل السباق       |
| 105                  | DEN                        | لم يكمل السباق       |
| 106                  | Hamish McKenzie (cyclist) ‏ | لم يكمل السباق       |
| 107                  | Blake Quick ‏               | لم يكمل السباق       |

| UAE Team Emirates UAD | UAE Team Emirates UAD | UAE Team Emirates UAD |
| --------------------- | --------------------- | --------------------- |
| م                     | عداء                  | مرتبة                 |
| 111                   | ماتيو ترينتين         | 36                    |
| 112                   | ريان جيبونز           | لم يكمل السباق        |
| 113                   | فيليكس جروس           | لم يكمل السباق        |
| 114                   | ألفارو هودج           | لم يكمل السباق        |
| 115                   | مايكل فينك ‏           | لم يكمل السباق        |
| 116                   | فيجارد ستيك لاينجن    | لم يكمل السباق        |

| بنجوال باوليز ساوكس دبليو بي ‏ BWB | بنجوال باوليز ساوكس دبليو بي ‏ BWB | بنجوال باوليز ساوكس دبليو بي ‏ BWB |
| --------------------------------- | --------------------------------- | --------------------------------- |
| م                                 | عداء                              | مرتبة                             |
| 121                               | ماركو تيزا                        | لم يكمل السباق                    |
| 122                               | Louis Blouwe ‏                     | لم يكمل السباق                    |
| 123                               | Dimitri Peyskens ‏                 | 30                                |
| 124                               | BEL                               | لم يكمل السباق                    |
| 125                               | Luca Van Boven ‏                   | 33                                |
| 126                               | Rémy Mertz ‏                       | لم يكمل السباق                    |
| 127                               | Kenneth Van Rooy ‏                 | لم يكمل السباق                    |

| Israel-Premier Tech IPT | Israel-Premier Tech IPT | Israel-Premier Tech IPT |
| ----------------------- | ----------------------- | ----------------------- |
| م                       | عداء                    | مرتبة                   |
| 131                     | جياكومو نيزولو          | 27                      |
| 132                     | Reto Hollenstein ‏       | لم يكمل السباق          |
| 133                     | Omer Goldstein ‏         | 26                      |
| 134                     | جاكوب فوجلسانج          | 5                       |
| 135                     | Riley Sheehan ‏          | لم يكمل السباق          |
| 136                     | قاي ساقيف               | لم يكمل السباق          |
| 137                     | توم فان أسبروك          | 20                      |

| Lotto Dstny LTD | Lotto Dstny LTD     | Lotto Dstny LTD |
| --------------- | ------------------- | --------------- |
| م               | عداء                | مرتبة           |
| 141             | فكتور كامبنارتس     | 40              |
| 142             | جاسبر دي بويست      | 14              |
| 143             | برنت فان موير       | 37              |
| 144             | فريدريك فريزون      | لم يكمل السباق  |
| 145             | Arjen Livyns ‏       | لم يكمل السباق  |
| 146             | Alec Segaert ‏       | لم يكمل السباق  |
| 147             | Florian Vermeersch ‏ | 3               |

| سبورت فلاندرين بالويس ‏ TFB | سبورت فلاندرين بالويس ‏ TFB | سبورت فلاندرين بالويس ‏ TFB |
| -------------------------- | -------------------------- | -------------------------- |
| م                          | عداء                       | مرتبة                      |
| 151                        | Elias Maris ‏               | لم يكمل السباق             |
| 152                        | Kamiel Bonneu ‏             | 50                         |
| 153                        | Sander De Pestel ‏          | 25                         |
| 154                        | Jenno Berckmoes ‏           | لم يكمل السباق             |
| 155                        | غيليس دي وايلد ‏            | 41                         |
| 156                        | Ward Vanhoof ‏              | لم يكمل السباق             |
| 157                        | Vito Braet ‏                | لم يكمل السباق             |

| TotalEnergies TEN | TotalEnergies TEN   | TotalEnergies TEN |
| ----------------- | ------------------- | ----------------- |
| م                 | عداء                | مرتبة             |
| 161               | إيدفالد بواسون هاغن | لم يكمل السباق    |
| 162               | ماسيج بودنار        | لم يكمل السباق    |
| 163               | Sandy Dujardin ‏     | 10                |
| 164               | Emilien Jeannière ‏  | 13                |
| 165               | لورينزو مانزين      | لم يكمل السباق    |
| 166               | دانيال أوس          | لم يكمل السباق    |
| 167               | أنتوني تورجيس       | 2                 |

| سويس ريسينغ أكادمي ‏ TUD | سويس ريسينغ أكادمي ‏ TUD | سويس ريسينغ أكادمي ‏ TUD |
| ----------------------- | ----------------------- | ----------------------- |
| م                       | عداء                    | مرتبة                   |
| 171                     | Nils Brun ‏              | لم يكمل السباق          |
| 172                     | Robin Froidevaux ‏       | لم يكمل السباق          |
| 173                     | Miká Heming ‏            | لم يكمل السباق          |
| 174                     | Petr Kelemen ‏           | لم يكمل السباق          |
| 175                     | Simon Pellaud ‏          | لم يكمل السباق          |
| 176                     | ريك بلومرز ‏             | 19                      |
| 177                     | سيباستيان رايشنباخ      | لم يكمل السباق          |

| أونو-إكس موبيليتي ‏ UXT | أونو-إكس موبيليتي ‏ UXT | أونو-إكس موبيليتي ‏ UXT |
| ---------------------- | ---------------------- | ---------------------- |
| م                      | عداء                   | مرتبة                  |
| 181                    | ألكسندر كريستوف        | 7                      |
| 182                    | ماركوس هانسن           | لم يكمل السباق         |
| 183                    | نيكلاس لارسن           | لم يكمل السباق         |
| 184                    | Søren Wærenskjold ‏     | لم يكمل السباق         |
| 185                    | جوناس إبراهمسين ‏       | 48                     |
| 186                    | Erik Resell ‏           | لم يكمل السباق         |
| 187                    | William Blume Levy ‏    | لم يكمل السباق         |

## التصنيف العام النهائي
| التصنيف العام         | التصنيف العام       | التصنيف العام        | التصنيف العام | التصنيف العام |
| العداء                | العداء              | الفريق               | الوقت         |               |
| --------------------- | ------------------- | -------------------- | ------------- | ------------- |
| 1                     | ماثيو فان دير بيل   | البيسين فينيكس       | 4 س 39 د 29 ث |               |
| 2                     | أنتوني تورجيس       | ديركت إينرجي         | + 0 ث         |               |
| 3                     | Florian Vermeersch ‏ | لوتو سودال           | + 0 ث         |               |
| 4                     | Lars Boven ‏         | فريق جومبو-فيسما     | + 0 ث         |               |
| 5                     | جاكوب فوجلسانج      | إسرائيل - بريمير تيك | + 0 ث         |               |
| 6                     | جياني فرميش         | البيسين فينيكس       | + 7 ث         |               |
| 7                     | ألكسندر كريستوف     | أونو-إكس موبيليتي ‏   | + 15 ث        |               |
| 8                     | لوكا ميزجيك         | فريق جايكو-العلا     | + 15 ث        |               |
| 9                     | فلوريان سينيشال     | دكونيك كويك ستب      | + 15 ث        |               |
| 10                    | Sandy Dujardin ‏     | ديركت إينرجي         | + 15 ث        |               |
|                       |                     |                      |               |               |
| مصدر: ProCyclingStats |                     |                      |               |               |

## وصلات خارجية
- الموقع الرسمي
- لمحة عن سباق جي بي إيبانيس-فان بيتيجم 2023 على موقع  ProCyclingStats   (برو  سايكلنج  ستاتس) - إحصاءات  محترفي  الدراجات.

- جي بي إيبانيس-فان بيتيجم 2023 على موقع إحصائيات الدراجات الإحترافية (الإنجليزية)